# Российская федерация горнолыжного спорта
Российская федерация горнолыжного спорта (РФГС) (до апреля 2018 года — Федерация горнолыжного спорта и сноуборда России (ФГССР)) — общероссийская общественная организация, спортивная федерация России. Президент — Леонид Мельников. На отчётно-выборной конференции ФГССР 16 мая 2014 года Мельников сменил на посту президента Светлану Гладышеву, возглавлявшую Федерацию с мая 2010 года.

## История

### Советское время
Первый официальный чемпионат СССР по горным лыжам был проведён в 1937 году на Ленинских горах. В единственной категории — мужской слалом — победил Вадим Гиппенрейтер.
В 1938 году слалом и скоростной спуск составили горное двоеборье, чемпионом стал Михаил Химичев.
В 1939 году женщины впервые участвовали в дисциплине слалом. Чемпионкой стала Александра Басалова.
В годы Великой Отечественной войны наши горнолыжники участвовали в боях в горах Кавказа.
В 1947 году после войны впервые прошли соревнования в слаломе-гиганте. Первым чемпионом стал Владимир Преображенский.
В 1948 году федерация лыжного спорта СССР вступила в международную федерацию лыжного спорта (FIS)
В 1956 году (первое официальное участие СССР в зимних Олимпийских играх) Евгения Сидорова завоевала бронзу в Кортина д'Ампеццо в слаломе, а Виктор Тальянов первый среди советских мужчин вошел в десятку лучших спортсменов на этапе Кубка мира в Кицбюэле (скоростной спуск).
В 1958 году состоялся первый чемпионат мира с участием спортсменов СССР в австрийском Бад Гаштайне. Таллий Монастырёв занял 19 место в скоростном спуске, Сталина Корзухина — 12, Евгения Сидорова 16 в слаломе.
В 1960 году на Олимпиаде в Скво-Вэлли Сталина Корзухина заняла 7 место в слаломе.
В 1962 году в Спорткомитете РСФСР был создан отдел горных лыж во главе со старшим тренером Владимиром Зыряновым.
В 1966 году горнолыжники вышли из состава Федерации лыжного спорта и создали самостоятельную федерацию. Первый президент федерации — Василий Дмитриевич Захарченко.
В 1968 году Василий Мельников завоевал золото во всех дисциплинах на чемпионате страны.
В 1970 году на чемпионате мира в итальянской Валь Гардене Нина Меркулова стала 12-й в скоростном спуске.
В 1975 году главным тренером сборной СССР был назначен Леонид Тягачёв.
В 1978 году Владимир Макеев становится бронзовым призёром Кубка мира в скоростном спуске в Шладминге. Владимир Андреев занимает 4-е место в комбинации на чемпионате мира в Шладминге.
В 1980 году на Олимпиаде в Лейк-Плэсиде Надежда Андреева стала 6 в слаломе, Валерий Цыганов показал 8 результат в скоростном спуске, Александр Жиров занял 9 место в гигантском слаломе.
В 1980 году в немецком городе Ленгрис Александр Жиров впервые поднялся на подиум в этапе Кубка Мира, заняв 2 место в слаломе, так же он занял 2 место в итальянском городе Мадонне-ди-Кампильо в дисциплине гигантский слалом. Надежда Андреева дважды заняла вторые места в слаломе на этапах Кубка мира в Вотервиль Вэлли и Бормио.
В 1981 году 18 января Владимир Андреев занял 2 место в Кицбюэле, а 8 февраля на слаломных стартах Кубка мира 3-е место в Осло. 5 марта Валерий Цыганов стал первым горнолыжником СССР, выигравшим этап Кубка мира в Аспене. В этом же году Цыганов одержал победу в скоростном спуске на Универсиаде в Испании. 14 марта в японском Фурано] Александр Жиров одержал победу на этапе Кубка мира. 24 марта в болгарском Боровце Александр Жиров выиграл гигантский слалом, а 25 марта слалом. 28 марта в последнем старте сезона в швейцарском Лаксе Жиров занял 1 место на трассе гигантского слалома.
В 1982 году Владимир Макеев — 6 на чемпионате мира в Шладминге в скоростном спуске.
В 1983 году Леонид Мельников занял первое место в комбинации и третье место в слаломе на юниорском чемпионате мира в Сестриере в комбинации

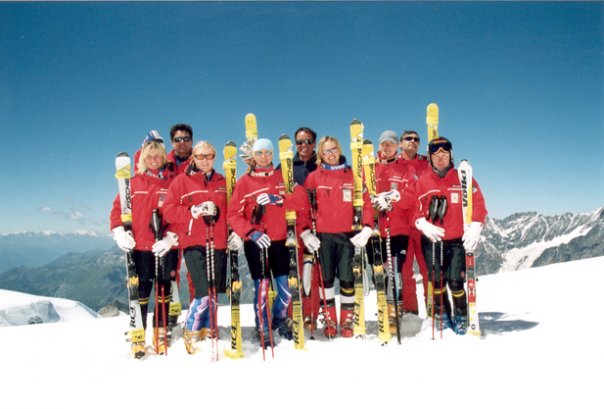
Анастасия Попкова, Анастасия Чайковская, Олеся Алиева, Татьяна Благуляк, Александра Купрейчик
Старший тренер Мельников Л. В.

В 1990 году Варвара Зеленская заняла 3 место на этапе Кубка мира в Морзине в скоростном спуске.
В январе 1991 года на чемпионате мира в австрийском Зальбахе 19-летняя советская горнолыжница Светлана Гладышева выиграла бронзовую медаль в скоростном спуске, уступив лишь австрийке Петре Кронбергер и француженке Натали Бувье (при этом Бувье выиграла у Светланы в борьбе за серебро всего 0,07 сек). Интересно, что для всех трёх призёрок это были единственные в карьере медали чемпионатов мира.

### Российская история
В 1992 году Светлана Гладышева на Кубке Мира в Шрунсе становится третьей, а на Олимпиаде в Альбервилле, выступая за Объединённую команду, заняла 8-е место в скоростном спуске.
В 1992 году Татьяна Лебедева заняла второе место на этапе Кубка Мира в Лейк Луизе в супергиганте.
В 1994 году на Олимпиаде в Лиллехаммере Светлана Гладышева завоевала серебро в супергиганте.
В 1993 году Варвара Зеленская занимает второе место в скоростном спуске в Haus im Ennstal.
В 1995 году Варвара Зеленская трижды в скоростном спуске занимает вторые места: Saalbach-Hinterglemm, Lenzerheide, Бормио и одно третье место в Лейк-Луиз на этапах Кубка мира.
В 1995 году в Федерацию был принят новый для России вид спорта — сноуборд, и Федерация сменила своё название на то, которое существует по сей день — Федерация горнолыжного спорта и сноуборда России].

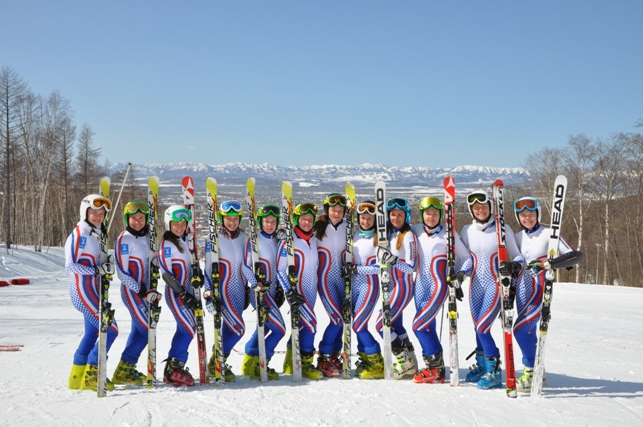
Женская сборная России по горнолыжному спорту. Сезон 13/14

В 1996 году 29 февраля Варвара Зеленская заняла второе место, а 1 марта одержала победу в Нарвике на трассах скоростного спуска. 1 декабря Зеленская заняла 3 место на этапе Кубка мира в Лейк Луисе в супергиганте.
В 1996 году 7 декабря Светлана Гладышева победила на этапе Кубка мира в Вейле в супергиганте.
В 1997 году Варвара Зеленская в скоростном спуске на этапах Кубка мира одержала победу в Лаксе и две победы в Хаппо Оне.
В 1998 году Светлана Гладышева была 5-й в скоростном спуске на Олимпийских играх в Нагано.
В 1999, 2001, 2003 годах Павел Шестаков становится чемпионом и многократным призером Всемирной Универсиады в супергиганте.
В 2000 году Олеся Алиева занимает 3-е место в Ленцерхайде на этапе Кубка Мира в скоростном спуске.
В 2002 году Александра Наместникова выигрывает Первенство Росси в трёх дисциплинах (троеборье, комбинация и специальный слалом)

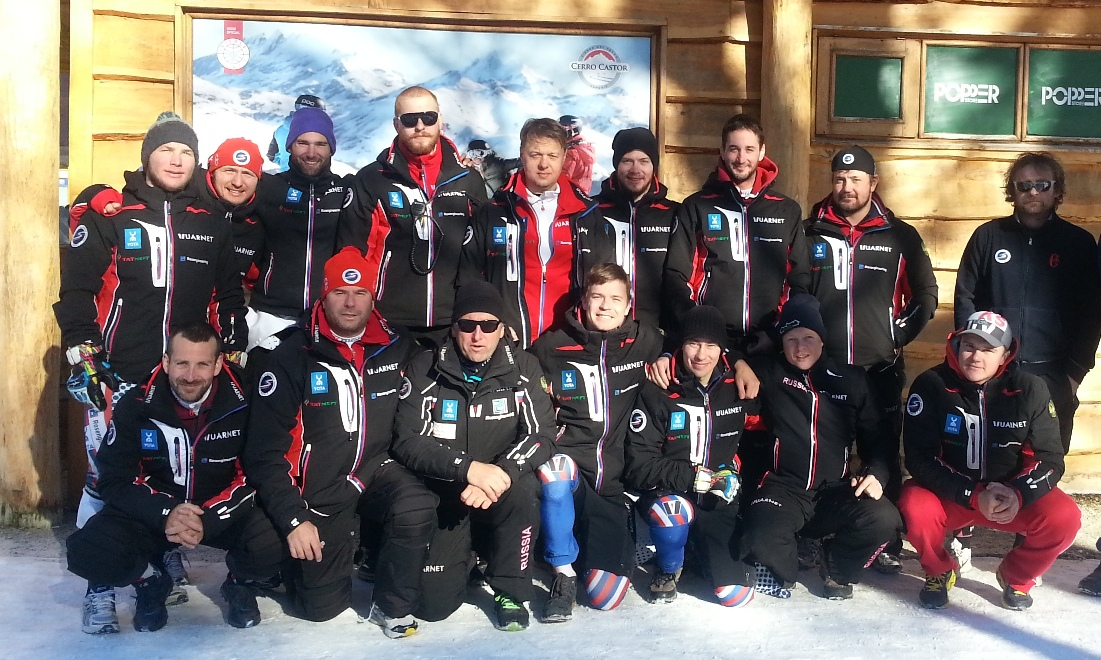
Горнолыжники команды «А» на сборе в Аргентине Александр Хорошилов, Степан Зуев, Павел Трихичев, Александр Андриенко, Артём Бородайкин, Максим Стуков и Александр Глебов.

В 2003 Анастасия Попкова стала обладателем полного комплекта медалей на Всемирной зимней Универсиаде в Тарвизио: первое место в слалом-гиганте, второе место в скоростном спуске, третье место в супергиганте, Сергей Комаров одержал там же победу в супергиганте.
В 2003 году Сергей Комаров становится двукратным серебряным призёром чемпионата мира среди юниоров в супергиганте и в скоростном спуске.
В 2006 году Александр Хорошилов занял 8-е место в комбинации на этапе Кубка мира в Кицбюэле.
В 2009 году Хорошилов на чемпионате мира в Валь д'Изере занял 10 место в комбинации и 12 в слаломе.
В 2010 году Сергей Майтаков занял третье место в слаломе на юниорском первенстве мира.
В 2011/2012 году Майтаков выиграл Кубок Европы в слалом-гиганте.
В 2012 году Екатерина Ткаченко заняла третье место в слаломе на I юношеских Олимпийских играх в Инсбруке.
В 2013 году Валентина Голенкова на Универсиаде в Трентино заняла первое место в скоростном спуске и третье место в супергиганте.
В 2014 года Федерация сноуборда России получила государственную аккредитацию в Министерстве спорта РФ на свой вид спорта, официально отделившись от ФГССР.
В 2014 году Третье место в слаломе Александра Хорошилова на этапе Кубка мира 2014/15 в шведском Оре (14 декабря 2014) — первое в истории призовое место на этапах мужского Кубка мира для российских горнолыжников
В 2015 году Александр Хорошилов одержал победу на этапе Кубка мира 2014/15 в австрийском Шладминге (27 января 2015) — первая победа на этапах мужского Кубка мира для российских горнолыжников .
В 2016 году Коньков Алексей и Анастасия Силантьева заняли второе место в командной гонке на II юношеских Олимпийских играх в Лиллехаммере.
12 января 2018 года Павел Трихичев занял второе место в комбинации в швейцарском Венгене, уступив только французу Виктору Мюффа-Жанде. Павел стал вторым российским горнолыжником, поднявшимся на подиум в мужском Кубке мира после Александра Хорошилова. Кроме того, это первый в истории подиум в комбинации в Кубке мира для советских и российских горнолыжников (как среди мужчин, так и женщин). По итогам сезона 2017/18 занял шестое место в зачёте комбинации в Кубке мира.

## Президенты ФГССР / РФГС
- 1992−2006 — Тягачёв, Леонид Васильевич
- 2006−2010 — Бокарев, Андрей Рэмович
- 2010−2014 — Гладышева, Светлана Алексеевна
- с мая 2014 года — Мельников, Леонид Васильевич[63]

## Соревнования
Основными проводимыми Федерацией соревнованиями являются: чемпионаты страны, Кубок России, а также чемпионаты федеральных округов. Кроме того, проводятся: всероссийские летние соревнования «Приз Эльбруса», всероссийские спортивные соревнования "86 традиционный Праздник Севера".